# Staphidium
Staphidium là chi thực vật có hoa trong họ Mua.